# Eleccions al Parlament Europeu de 2019 (Espanya)
Les eleccions al Parlament Europeu de 2019 tingueren lloc a Espanya el diumenge 26 de maig de 2019 com a part de les eleccions en tota la UE per a triar la IX legislatura del Parlament Europeu. Van ser convocades per disposició d'un Reial Decret de l'1 d'abril de 2019 que es va publicar al Butlletí Oficial de l'Estat l'endemà.
Arran d'aquestes eleccions, foren triats 54 diputats a una circumscripció única, mitjançant un sistema proporcional amb llistes tancades i sense barrera electoral. Posteriorment, un cop fou jurídicament efectiva la sortida del Regne Unit de la Unió Europea, s'assignaren els cinc nous escons corresponents, com ho havia previst la Junta Electoral Central, a les candidatures previstes anteriorment sense necessitat de noves eleccions.

## Candidatures
Les candidatures que es presentaren a aquestes eleccions eren les següents:
| Partit o coalició | Partit o coalició | Cap de llista | Cap de llista                 | Ref               |
| ----------------- | --- | ------------- | ----------------------------- | ----------------- |
|                   | Partit Popular (PP) |               | Dolors Montserrat             | [ 3 ]             |
|                   | Partit Socialista Obrer Espanyol (PSOE) - Partit Socialista Obrer Espanyol (PSOE) - Partit dels Socialistes de Catalunya (PSC) |               | Josep Borrell                 | [ 4 ]             |
|                   | Units Podem Canviar Europa (Podem–IU) - Podem (Podem) - Esquerra Unida (IU) - Catalunya en Comú (CatComú) |               | María Eugenia Rodríguez Palop | [ 5 ] [ 6 ] [ 7 ] |
|                   | Ciutadans–Partit de la Ciutadania (Cs) - Ciutadans–Partit de la Ciutadania (Cs) - Unió, Progrés i Democràcia (UPyD) |               | Luis Garicano                 | [ 8 ] [ 9 ]       |
|                   | Ara Repúbliques (Ara Repúbliques) - Esquerra Republicana (ERC) - Euskal Herria Bildu (EH Bildu) - Bloc Nacionalista Gallec (BNG) - Andecha Astur (AA) - Puyalón (Puyalón) - Alternativa Nacionalista Canària (ANC) - Congrés Nacional de Canàries (CNC) - Unitat del Poble (UP)                                                                         |               | Oriol Junqueras               | [ 10 ]            |
|                   | Lliures per Europa (Junts) - Partit Demòcrata Europeu Català (PDeCAT) - Convergència Democràtica de Catalunya (CDC) - Junts per Catalunya (JxCAT) |               | Carles Puigdemont             | [ 11 ]            |
|                   | Coalició per una Europa Solidària (CEUS) - Partit Nacionalista Basc (PNB) - Coalició Canària-Partit Nacionalista Canari (CCa–PNC) - Compromís per Galícia (CxG) - Proposta per les Illes (El Pi) - Demòcrates Valencians (DV) |               | Izaskun Bilbao                | [ 12 ]            |
|                   | Compromís per Europa (CpE) - Coalició Compromís (Compromís) - Més per Mallorca (Més) - En Marea (En Marea) - Chunta Aragonesista (CHA) - Nova Canàries (NCa) - Partido Castellano (PCAS) - Coalició Caballas (Caballas) - Coalició per Melilla (CpM) - Iniciativa del Poble Andalús (Iniciativa) - Izquierda Andaluza (IA) - Els Verds d'Europa (LVdeE) |               | Jordi Sebastià                | [ 13 ] [ 14 ]     |
|                   | Vox (Vox) |               | Jorge Buxadé Villalba         | [ 15 ]            |
|                   | Volt Europa (Volt) |               | Bruno Sánchez-Andrade         | [ 16 ]            |
|                   | Actúa (PACT) |               | María Garzón                  | [ 17 ]            |
|                   | Esquerra en Positiu (IZQP) |               | Javier Couso                  | [ 18 ]            |
|                   | Partit Animalista Contra el Maltractament Animal (PACMA) |               | Silvia Barquero               | [ 19 ]            |
|                   | Pirates de Catalunya - European Pirates (pirates.cat/ep) |               | Carlos González               | [ 20 ]            |
|                   | Partit Humanista (PH) |               | Eva Ubago                     |                   |
|                   | PCPE-PCPC-PCPA (PCPE-PCPC-PCPA) |               | Carmelo Suárez                |                   |

## Incidències
El 29 d'abril la Junta Electoral Central, després d'un recurs presentat pel Partit Popular i Ciutadans, exclogué de la candidatura de Junts per Catalunya els tres primers candidats, Carles Puigdemont, Toni Comín i Clara Ponsatí amb l'argument que no estaven inscrits al cens de residents exteriors i que havien "fugit" de la justícia espanyola. Els afectats van recórrer la decisió i finalment el jutge els permeté de presentar-se.
D'altra banda, la Junta Electoral exclogué de la llista del PSOE el candidat número tres, Sami Naïr, sociòleg de nacionalitat francesa, per no tenir dret de vot a Espanya.

## Debats electorals
| Debats sobre les eleccions al Parlament Europeu a Espanya | Debats sobre les eleccions al Parlament Europeu a Espanya | Debats sobre les eleccions al Parlament Europeu a Espanya | Debats sobre les eleccions al Parlament Europeu a Espanya | Debats sobre les eleccions al Parlament Europeu a Espanya | Debats sobre les eleccions al Parlament Europeu a Espanya | Debats sobre les eleccions al Parlament Europeu a Espanya | Debats sobre les eleccions al Parlament Europeu a Espanya | Debats sobre les eleccions al Parlament Europeu a Espanya | Debats sobre les eleccions al Parlament Europeu a Espanya | Debats sobre les eleccions al Parlament Europeu a Espanya | Debats sobre les eleccions al Parlament Europeu a Espanya | Debats sobre les eleccions al Parlament Europeu a Espanya | Debats sobre les eleccions al Parlament Europeu a Espanya |          |    |    |                  |               |
| Data                                                      | Organitzador                                              | Moderador                                                 | P Present S Substitut NC No convidat                      | P Present S Substitut NC No convidat                      | P Present S Substitut NC No convidat                      | P Present S Substitut NC No convidat                      | P Present S Substitut NC No convidat                      | P Present S Substitut NC No convidat                      | P Present S Substitut NC No convidat                      | P Present S Substitut NC No convidat                      | P Present S Substitut NC No convidat                      | P Present S Substitut NC No convidat                      | P Present S Substitut NC No convidat                      |          |    |    |                  |               |
| Data                                                      | Organitzador                                              | Moderador                                                 | PP                                                        | PSOE                                                      | UP                                                        | Cs                                                        | AR                                                        | Junts                                                     | Vox                                                       | CEUS                                                      | CpE                                                       | Audiència                                                 | Refs                                                      |          |    |    |                  |               |
| --------------------------------------------------------- | --------------------------------------------------------- | --------------------------------------------------------- | --------------------------------------------------------- | --------------------------------------------------------- | --------------------------------------------------------- | --------------------------------------------------------- | --------------------------------------------------------- | --------------------------------------------------------- | --------------------------------------------------------- | --------------------------------------------------------- | --------------------------------------------------------- | --------------------------------------------------------- | --------------------------------------------------------- | -------- | -- | -- | ---------------- | ------------- |
| Data                                                      | Organitzador                                              | Moderador                                                 | 12 maig                                                   | La Sexta (El Objetivo)                                    | Ana Pastor                                                | P Montserrat                                              | P Borrell                                                 | P Palop                                                   | P Garicano                                                | NC                                                        | NC                                                        | Audiència                                                 | Refs                                                      | P Buxadé | NC | NC | 6,9% (1.147.000) | [ 24 ] [ 25 ] |
| 14 maig                                                   | TV3                                                       | Xavi Coral                                                | P González                                                | P López                                                   | P Urtasun                                                 | P Cañas                                                   | S Solé                                                    | S Sarri                                                   | NC                                                        | NC                                                        | NC                                                        | 14,1% (308.000)                                           | [ 27 ]                                                    |          |    |    |                  |               |
| 22 maig                                                   | RTVE                                                      | Xabier Fortes                                             | P Montserrat                                              | P Borrell                                                 | P Palop                                                   | P Garicano                                                | P Solé                                                    | P Knörr                                                   | P Buxadé                                                  | P Bilbao                                                  | P Sebastià                                                | 5,2% (817.000)                                            | [ 28 ]                                                    |          |    |    |                  |               |

## Resultats
| Candidatura                                                                 | Candidatura                                                                 | Vots       | %     | Escons    | Escons     | +/-   |
| Candidatura                                                                 | Candidatura                                                                 | Vots       | %     | Prebrexit | Postbrexit | +/-   |
| --------------------------------------------------------------------------- | --------------------------------------------------------------------------- | ---------- | ----- | --------- | ---------- | ----- |
|                                                                             | Partit Socialista Obrer Espanyol (PSOE)                                     | 7.359.617  | 32,84 | 20        | 21         | +6/+7 |
|                                                                             | Partit Popular (PP)                                                         | 4.510.193  | 20,13 | 12        | 13         | -4/-3 |
|                                                                             | Ciutadans - Partit de la Ciutadania (Cs)                                    | 2.726.642  | 12,17 | 7         | 8          | +5/+6 |
|                                                                             | Unides Podem Canviar Europa (Podemos-IU)                                    | 2.252.378  | 10,05 | 6         | 6          | -     |
|                                                                             | Vox (Vox)                                                                   | 1.388.681  | 6,20  | 3         | 4          | +3/+4 |
|                                                                             | Ara Repúbliques (Ahora Repúblicas)                                          | 1.257.484  | 5,61  | 3         | 3          | -     |
|                                                                             | Lliures per Europa (Junts)                                                  | 1.025.411  | 4,58  | 2         | 3          | -     |
|                                                                             | Coalició per una Europa Solidària (CEUS)                                    | 633.265    | 2,83  | 1         | 1          | 0     |
| Compromís per Europa (CpE)                                                  | Compromís per Europa (CpE)                                                  | 296 091    | 1,32  | 0         | 0          |       |
| Partit Animalista Contra el Maltractament Animal (PACMA)                    | Partit Animalista Contra el Maltractament Animal (PACMA)                    | 294 657    | 1,31  | 0         | 0          |       |
| Coalició Verda-Europa Ciutadana (CV-EC)                                     | Coalició Verda-Europa Ciutadana (CV-EC)                                     | 65 921     | 0,29  | 0         | 0          |       |
| Recortes Cero-Els Verds-Grup Verd Europeu (Recortes Cero-LV-GVE)            | Recortes Cero-Els Verds-Grup Verd Europeu (Recortes Cero-LV-GVE)            | 51 674     | 0,23  | 0         | 0          |       |
| Volt (Volt)                                                                 | Volt (Volt)                                                                 | 32 291     | 0,14  | 0         | 0          |       |
| Iniciativa Feminista (I.Fem)                                                | Iniciativa Feminista (I.Fem)                                                | 30 938     | 0,14  | 0         | 0          |       |
| PCPE-PCPC-PCPA (PCPE-PCPC-PCPA)                                             | PCPE-PCPC-PCPA (PCPE-PCPC-PCPA)                                             | 29 259     | 0,13  | 0         | 0          |       |
| Actúa (PACT)                                                                | Actúa (PACT)                                                                | 25 355     | 0,11  | 0         | 0          |       |
| Andalucía por Sí (AxSí)                                                     | Andalucía por Sí (AxSí)                                                     | 23 979     | 0,11  | 0         | 0          |       |
| Per un món més just (PUM+J)                                                 | Per un món més just (PUM+J)                                                 | 22 280     | 0,10  | 0         | 0          |       |
| Partit Comunista dels Treballadors d'Espanya (PCTE)                         | Partit Comunista dels Treballadors d'Espanya (PCTE)                         | 19 081     | 0,09  | 0         | 0          |       |
| Pirates de Catalunya-European Pirates (pirates.cat/ep)                      | Pirates de Catalunya-European Pirates (pirates.cat/ep)                      | 16 672     | 0,07  | 0         | 0          |       |
| Centristes per Europa (CxE)                                                 | Centristes per Europa (CxE)                                                 | 15 776     | 0,07  | 0         | 0          |       |
| Fòrum de Ciutadans (FAC)                                                    | Fòrum de Ciutadans (FAC)                                                    | 14 369     | 0,06  | 0         | 0          |       |
| Izquierda en Positivo (IZQP)                                                | Izquierda en Positivo (IZQP)                                                | 12 906     | 0,06  | 0         | 0          |       |
| Alternativa Republicana (ALTER)                                             | Alternativa Republicana (ALTER)                                             | 12.760     | 0,06  | 0         | 0          |       |
| Contigo Somos Democracia (Contigo):                                         | Contigo Somos Democracia (Contigo):                                         | 12.492     | 0,06  | 0         | 0          |       |
| FE de las JONS, Alternativa Española, La Falange, Democracia Nacional (ADÑ) | FE de las JONS, Alternativa Española, La Falange, Democracia Nacional (ADÑ) | 11 798     | 0,05  | 0         | 0          |       |
| Extremeños PREX CREX (CEX-CREX-PREX)                                        | Extremeños PREX CREX (CEX-CREX-PREX)                                        | 11 742     | 0,05  | 0         | 0          |       |
| Movimiento Corriente Roja (MCR)                                             | Movimiento Corriente Roja (MCR)                                             | 9 812      | 0,04  | 0         | 0          |       |
| Igualdad Real (IGRE)                                                        | Igualdad Real (IGRE)                                                        | 9 511      | 0,04  | 0         | 0          |       |
| Partit Humanista (PH)                                                       | Partit Humanista (PH)                                                       | 7 901      | 0,04  | 0         | 0          |       |
| Movimiento Independiente Euro Latino (MIEL)                                 | Movimiento Independiente Euro Latino (MIEL)                                 | 6 719      | 0,03  | 0         | 0          |       |
| Solidaridad y Autogestión Internacionalista (SAIn)                          | Solidaridad y Autogestión Internacionalista (SAIn)                          | 5 572      | 0,02  | 0         | 0          |       |
| Vots a candidatures                                                         | Vots a candidatures                                                         | 15.348.649 |       |           |            |       |
| Vots vàlids                                                                 | Vots vàlids                                                                 | 15.710.216 |       |           |            |       |
| Votants                                                                     | Votants                                                                     | 22.603.898 |       |           |            |       |
| Abstenció                                                                   | Abstenció                                                                   | 12.549.357 |       |           |            |       |
| Cens                                                                        | Cens                                                                        | 37.272.179 |       |           |            |       |
| Cens resident a Espanya                                                     | Cens resident a Espanya                                                     | 35.168.963 |       |           |            |       |
| Font: Ministeri de l'Interior d'Espanya                                     |                                                                             |            |       |           |            |       |

## Candidats electes
| No. | Nom                                        | Llista | Llista          |
| --- | ------------------------------------------ | ------ | --------------- |
| 1   | Josep Borrell Fontelles                    |        | PSOE            |
| 2   | Dolors Montserrat Montserrat               |        | PP              |
| 3   | Iratxe García Pérez                        |        | PSOE            |
| 4   | Luis Garicano Gabilondo                    |        | Cs              |
| 5   | Lina Gálvez Muñoz                          |        | PSOE            |
| 6   | Esteban González Pons                      |        | PP              |
| 7   | María Eugenia Rodríguez Palop              |        | Podemos-IU      |
| 8   | Javier López Fernández                     |        | PSOE            |
| 9   | Antonio Javier López-Istúriz White         |        | PP              |
| 10  | Inmaculada Rodríguez-Piñero Fernández      |        | PSOE            |
| 11  | Jorge Buxadé Villalba                      |        | Vox             |
| 12  | María Teresa Pagazaurtundúa Ruiz           |        | Cs              |
| 13  | Oriol Junqueras i Vies                     |        | Ara Repúbliques |
| 14  | Iban García del Blanco                     |        | PSOE            |
| 15  | Juan Ignacio Zoido Álvarez                 |        | PP              |
| 16  | Sira Abed Rego                             |        | Podemos-IU      |
| 17  | Eider Gardiazabal Rubial                   |        | PSOE            |
| 18  | Carles Puigdemont i Casamajó               |        | Junts           |
| 19  | Nicolás González Casares                   |        | PSOE            |
| 20  | María Soraya Rodríguez Ramos               |        | Cs              |
| 21  | Pilar del Castillo Vera                    |        | PP              |
| 22  | Cristina Maestre Martín de Almagro         |        | PSOE            |
| 23  | Francisco Javier Zarzalejos Nieto          |        | PP              |
| 24  | Ernest Urtasun Domenech                    |        | Podemos-IU      |
| 25  | César Luena López                          |        | PSOE            |
| 26  | Mazaly Aguilar                             |        | Vox             |
| 27  | Javier Nart Peñalver                       |        | Cs              |
| 28  | Clara Eugenia Aguilera García              |        | PSOE            |
| 29  | José Manuel García-Margallo y Marfil       |        | PP              |
| 30  | Izaskun Bilbao Barandica                   |        | CEUS            |
| 31  | Pernando Barrena Arza                      |        | Ara Repúbliques |
| 32  | Ignacio Sánchez Amor                       |        | PSOE            |
| 33  | Mónica Silvana González González           |        | PSOE            |
| 34  | Francisco José Ricardo Millán Mon          |        | PP              |
| 35  | Idoia Villanueva Ruiz                      |        | Podemos-IU      |
| 36  | José Ramón Bauzá Díaz                      |        | Cs              |
| 37  | Juan Fernando López Aguilar                |        | PSOE            |
| 38  | Antoni Comín i Oliveres                    |        | Junts           |
| 39  | María Rosa Estarás Ferragut                |        | PP              |
| 40  | Adriana Maldonado López                    |        | PSOE            |
| 41  | Hermann Leopold Tertsch del Valle-Lersundi |        | Vox             |
| 42  | Jonás Fernández Álvarez                    |        | PSOE            |
| 43  | Jordi Cañas Pérez                          |        | Cs              |
| 44  | Isabel Benjumea Benjumea                   |        | PP              |
| 45  | Miguel Urbán Crespo                        |        | Podemos-IU      |
| 46  | Alicia Homs Ginel                          |        | PSOE            |
| 47  | Diana Riba i Giner                         |        | Ara Repúbliques |
| 48  | Pablo Arias Echeverría                     |        | PP              |
| 49  | Javier Moreno Sánchez                      |        | PSOE            |
| 50  | Susana Solís Pérez                         |        | Cs              |
| 51  | Isabel García Muñoz                        |        | PSOE            |
| 52  | Leopoldo López Gil                         |        | PP              |
| 53  | Manuel Pineda Marín                        |        | Podemos-IU      |
| 54  | Domènec Miguel Ruiz Devesa                 |        | PSOE            |

Postbrexit
| No. | Nom                          | Llista | Llista |
| --- | ---------------------------- | ------ | ------ |
| 55  | Estrella Dura Ferrandis      |        | PSOE   |
| 56  | Gabriel Mato Adrover         |        | PP     |
| 57  | Margarita de la Pisa Carrión |        | Vox    |
| 58  | Clara Ponsatí i Obiols       |        | Junts  |
| 59  | Adrián Vázquez Lázara        |        | Cs     |